# Friedrich Christian von Beverförde zu Werries

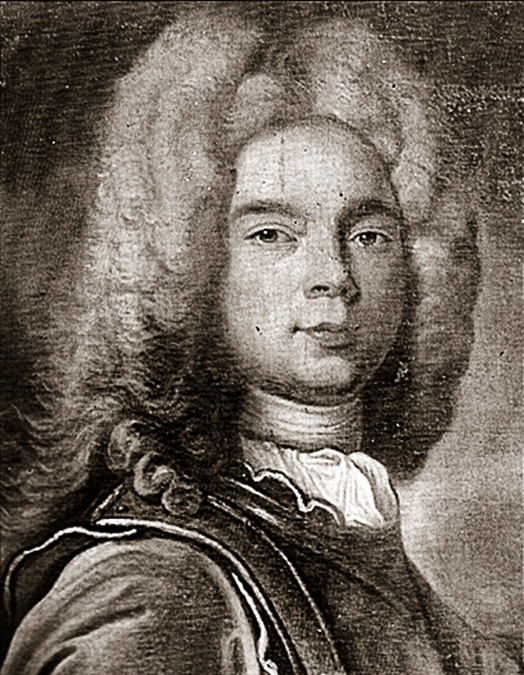
Friedrich Christian von Beverförde zu Werries

Friedrich Christian von Beverförde zu Werries (auch genannt der „tolle Werries“) (* 1702; † 31. Januar 1768 in Dolberg) war zunächst ein hoher Amtsträger und Beamter in Diensten Kurkölns und des Hochstifts Münster, ehe er in preußische Dienste eintrat und bis zum Staatsminister aufstieg.
Er wurde drei Jahre vor dem Ableben seines erfolgreichen Vaters Bernhard Engelbert Christian von Beverförde-Werries geboren und studierte um 1720 in Siena und wurde zum Kämmerer im Hochstift Münster ernannt. Im Jahr 1722 folgte die Aufschwörung zur münsterschen Ritterschaft. Ein Jahr später erhielt Werries die Anwartschaft auf die nächste im Hochstift freiwerdende Drostenstelle. Außerdem trat er als Obriststallmeister in die Dienste Kurkölns. Er war dabei Vertreter für den noch minderjährigen Franz Joseph von Plettenberg, Sohn seines entfernten Vetters Ferdinand von Plettenberg auf Schloss Nordkirchen. Im Jahr 1729 wurde er zum wirklichen geheimen Rat ernannt.
Am 5. Mai 1733 duellierte sich Werries mit dem Geheimrat und Komtur Johann Baptist von Roll, der dabei getötet wurde. Da dieser ein enger Vertrauter von Kurfürst Clemens August war, verlor er alle Ämter in Kurköln und Münster. Stattdessen trat Werries als geheimer Rat in preußische Dienste ein.
Im Jahr 1743 heiratete er mit päpstlichem Dispens Anna Angela Antoinette von Ascheberg zu Venne. Die Ehe erwies sich als problematisch. Zunächst lebten die beiden Partner im Haushalt getrennt, und schließlich zog die Ehefrau gegen eine Jahresrente ganz aus.
Ebenfalls 1743 wurde Werries zum Staatsrat ernannt. Im Siebenjährigen Krieg erschoss er zwei Franzosen, die ihm sein Vieh stehlen wollten. Dafür wurde er in der Zitadelle Wesel inhaftiert und zum Tode verurteilt. Sein Freund Karl Friedrich Freiherr von Elverfeldt konnte die Hinrichtung verhindern. In einem Gewaltritt eilte er von Münster zum Hauptquartier von Gideon Ernst von Laudon nach Mainz, wo er ein Gnadengesuch erreichte und dann nach Wesel, wo er dieses grade noch rechtzeitig einreichen konnte. Im Jahr 1765 wurde Beverförde preußischer Staatsminister. Wegen der Trennung von seiner Ehefrau war Werries kinderlos, deshalb setzte er wenige Tage vor seinem Tod am 24. Januar 1768 den Sohn seines Lebensretters Friedrich Clemens von Elverfeldt zu Dahlhausen und Steinhausen als Erben ein, deren Nachkommen den Namen Freiherr (Freifrau/Freiin) von Elverfeldt genannt von Beverförde zu Werries führen. Dies war der Dank für seine Rettung in Wesel.

„Demnach ich Endesunterschriebener meinen Adoptivsohn Friedrich Clemens von Elverfeldt, genannt von Beverfoerde, zu meinem Universalerben ausersehen habe, und will, dass derselbe von nun an in den Mitbesitz aller meiner Güter, Spruch und Forderungen zu dem Ende eingeführet werde, damit der völlige Besitz ihm nach meinem gottgefälligen Absterben verbliebe, so erteile ich hiermit meines oben gemeldeten adoptierten Sohnes Vater, Herrn Obristen Carl Friedrich von Elverfeldt, die Spezialgewalt zum Behuf dessen, den von mir soweit abgetretenen Besitz meines Wohnhofs in Münster, sodann meine Rittersitze Langen, Bynck bei Ascheberg, Horstmar (Münsterhof, Merveldter Hof, Sendenhof, Anm.v.Verf.), Werries, Nienburg, ferner meine Güter zu Ahlen und Teilte, die Rittersitze Wemesloh im Holländischen, Hamswerum und Uplewerth in Ostfriesland, alle Bauernhöfe und Kotten, samt allingen dieser Güter und Zubehörungen, Spruch und Forderungen, wie selbige Namen haben und im Hochstift Münster, im Holländischen und in Ostfriesland sind, zu ergreifen oder sich tradieren und einräumen zu lassen, des Endes Notarien und Zeugen zuzuziehen und zur Verrichtung dessen, wozu ich ihn hiermit bevollmächtige, ein oder mehrere Mandatarien zu substituieren. Urkundlich habe ich diese Vollmacht selbsthändig unterschrieben und mit meinem angeborenen Petschaft besiegelt.“

Auf dem Schloss Oberwerries ließ er bei der Vorburg vom Barockarchitekten Johann Conrad Schlaun einen langgestreckten Marstall errichten.
Nach seinem Tod wurde Werries im Chor der Pfarrkirche von Dolberg bestattet.